# Petelinjek pri Ločah
Petelinjek pri Ločah je naselje v Občini Slovenske Konjice.